# Востротин, Степан Васильевич
Степан Васильевич Востротин (1864 год—1943 год) — сибирский общественный деятель, путешественник-полярник, политик и дипломат. Кадет, близкий к сибирским областникам, депутат III и IV Государственной думы от Енисейской губернии. Потомственный почётный гражданин.

## Биография
Степан Востротин родился в семье сибирского золотопромышленника, по происхождению — уральского крепостного рабочего. Василий Степанович Востротин постарался дать детям качественное образование.
В Енисейске Степан Востротин окончил прогимназию, в Томске — гимназию. В 1887 году окончил Казанский ветеринарный институт, затем учился в Парижской медицинской школе.
После смерти отца в 1889 году получил крупное наследство, включавшее 17 золотых приисков. В 1894 году Востротин, вместе с капитаном Виггинсом, совершил плавание из Лондона в Енисейск. С 1894 года по 1899 год состоял городским головой Енисейска, с 26 июня 1897 года — почётный мировой судья Красноярского окружного суда. 19 февраля 1901 года ещё на три года был назначен почётным мировым судьёй. В 1902 году С. В. Востротин издал получившую широкую известность книгу «Северный морской путь и Челябинский тарифный перелом в связи с колонизацией Сибири», где на большом фактическом материале показал, что завышенные тарифные пошлины, прикрываемые тезисом о «защите от иностранного влияния», мешают развитию российского Востока и России в целом.
В 1911 году Востротин был избран членом III Госдумы взамен умершего В. А. Караулова. Член комитета финансов IV Госдумы. Участвовал в работе комиссий: финансовой, по охоте, по дороговизне. Неоднократно выступал в Государственной Думе по вопросам, связанным с использованием Северного морского пути.
В 1912 году Востротин при содействии министра путей сообщения С. В. Рухлова добился открытия первых русских радиостанций на Югорском шаре, Маточкином мысе (Новая Земля) и на полуострове Ямал.

В 1913 году Востротин повторил путешествие по Северному морскому пути вместе с Ф. Нансеном. 
Лучшего спутника по Сибири у нас и быть не могло. Карское море Востротин проехал во время своего свадебного путешествия в 1894 году, а вниз и вверх по Енисею плавал много раз. Свою родину и своё миллионное население он знал вдоль и поперёк и являлся настоящим живым справочником по всем интересовавшим нас вопросам относительно условий местной жизни и труда. Кроме того, он сам в 1890-х годах состоял совладельцем пароходства по Карскому морю и Енисею и даже приобрёл для этого предприятия на собственные средства несколько пароходов. В результате потерял немало денег, но обогатился большим личным опытом и в этой области.
 — писал Нансен.

Первая большая речь Востротина в IV Государственной Думе состоялась 15 марта 1913 года. Обсуждался запрос правительству о необходимости скорейшего введения земства в Сибири. Востротин напомнил, что ещё в 1905 году в царском рескрипте на имя иркутского генерал-губернатора «твёрдо и повелительно указывалось приступить к разработке вопроса о введении земских учреждений в Иркутском генерал-губернаторстве». Однако правительство, как отметил оратор, по существу бойкотировало этот вопрос в III Думе. В завершение своей речи Востротин сказал: 
Исторические современницы Сибири – Северная Америка, Австралия, даже Южная Африка - пошли совершенно другим путём, они не испугались ни больших расстояний, ни редкости населения, они с давних времён призвали к участию в работе над местными нуждами местных деятелей, местные силы, и это дало великий результат: и экономический расцвет, и культура этих стран вызывают зависть других народов. У нас – наоборот, у нас гибнут бесцельно силы, готовые работать на благо своей родины, и Сибирь утрачивает веру в слова, веру в обещания правительства, утрачивает веру в Высочайший рескрипт, когда поколение за поколением сходит без пользы для культуры своей страны, в ожидании реформы, в силу невозможности работать для блага своей родины… Выборные земские учреждения – это есть общее право всей России, и распространение этого общего права на все окраины безотлагательно необходимо. Пора же, наконец, иметь доверие, господа, к народу, который плотью и кровью завоевал колоссальные пространства, от Урала до Тихого океана, и создал, можно сказать, величайший резерв для русского народного хозяйства.
Востротин возглавлял Красноярский комитет партии кадетов. Во время Первой мировой войны являлся членом Главного комитета Союза городов и Центрального военно-промышленного комитета. С февраля 1916 года — член ЦК партии кадетов. С 27 февраля 1917 года — комиссар по продовольственным вопросам Временного комитета Государственной думы. В дальнейшем — товарищ министра земледелия Временного правительства. Подписал 3 марта, совместно с другими, распоряжение губернским земским управам об образовании местных продовольственных комитетов. В качестве товарища министра земледелия Временного правительства выступил на совещании делегатов фронтов 25-26 апреля в Петрограде; по его мнению, причина уменьшения подвоза хлеба заключалась в стремлении сельского населения не выпускать хлеб из деревни из-за боязни будущего голода.
Востротин присутствовал на заседаниях ЦК партии кадетов 20 и 23 апреля, 20 августа, когда обсуждался вопрос о политическом положении в стране. На VIII съезде партии (май 1917 года) был вновь избран в ЦК Партии Народной Свободы. В октябре вошёл в состав Временного Совета Российской Республики (Предпарламента). Выдвигался в Учредительное Собрание от Енисейской и Иркутской губерний (избран не был).
Октябрьскую революцию Востротин не признал. В начале 1918 года приехал на Дальний Восток. В марте прибыл в Харбин и вошёл в ближайшее окружение управляющего КВЖД генерала Д. Л. Хорвата. В апреле 1918 года Востротин выехал в союзную по Антанте Японию, где был принят членами трёх парламентских партий и получил аудиенцию у одного из высших военных руководителей страны — маршала Ямагаты. Об этом Востротин сообщил в Париж В. А. Маклакову. В июне состоялась его 2-я поездка в Японию, после которой «японская интервенция была решена». В июне же 1918 года Востротин вошёл в правительство («деловой кабинет») генерала Д. Л. Хорвата министром торговли и промышленности. Состоял членом «Национального центра».
14 июня 1919 года указом адмирала Колчака С. В. Востротин был назначен членом Государственного экономического совещания.
23 апреля 1919 года постановлением Совета Министров правительства А. Колчака был создан Комитет Северного морского пути. Председателем КСМП был 1 августа 1919 года назначен С. В. Востротин. Главной задачей Комитета было создание устойчивой морской связи Сибири с западноевропейскими портами по Северному Ледовитому океану для развития внешней торговли. Также состоял Верховным уполномоченным Российского правительства на Дальнем Востоке, председателем делового комитета Городской Думы города Владивостока. 9 ноября 1919 года был организован Восточный отдел ЦК партии кадетов, куда вошли члены ЦК, находившиеся в Сибири (в том числе и Востротин).
18 августа 1919 года Востротин принимал участие в Государственном экономическом совещании Временного Сибирского правительства в Омске. В ноябре 1919 г. присутствовал на конференции кадетской партии в Омске. Эвакуировался по Транссибирской магистрали на Дальний Восток.
В начале 1920 года, после падения Белой Сибири, Востротин эмигрировал в Харбин (Маньчжурия), где долгое время был редактором газеты «Русский голос».
Скончался 1 мая 1943 года в Ницце (Франция). Похоронен на кладбище Кокад в городе Ницца.

## Благотворительная и общественная деятельность
Финансировал строительство нового здания амбулаторной лечебницы и ночлежного дома, открыл дешёвую столовую и детские ясли, создал благотворительное общество для больных и бедных горожан. Несколько раз избирался гласным городской думы Енисейска.
С 1891 по 1895 годы был председателем Общества попечения о начальном образовании в Енисейске; одновременно был начальником Вольно-пожарного общества.
16 июля 1892 года высочайше утверждён в звании директора Енисейского тюремного отделения. С 1890 года состоял членом попечительского совета Енисейской женской гимназии, с 1896 года — действительный член императорского Русского географического общества. С 1896 года — председатель Енисейской окружной переписной комиссии.

## Автор книг и статей
- «Северный морской путь и челябинский тарифный перелом в связи с колонизацией Сибири». СПб. 1902 год.
- «Наши водные пути в Сибирь», СПб., 1906 Архивная копия от 7 августа 2017 на Wayback Machine
- «Туруханская рыбопромышленность и инородцы». СПб., 1910
- «Северный Морской путь». «Азиатская Россия», СПб., 1914
- и другие.

В 1905 и 1906 годах писал статьи для газеты «Сибирские вопросы»: «Северный морской путь и Сибирь», «Обь-Енисейский канал и внутренний водный сибирский транзитный путь»" и другие.